# تور تکه‌ای از من
تور تکه‌ای از من دهمین تور کنسرت توسط هنرمند آمریکایی، بریتنی اسپیرز است که در ژانویه سال ۲۰۱۸ اعلام شد و از ماه ژوئیه آغاز شد. اگرچه این تور تا حد زیادی به اقامت وی در لاس وگاس، بریتنی: قطعه ای از من که در دسامبر ۲۰۱۷ به پایان رسید شباهت دارد ولی صحنه اجرا بروزرسانی و با ریمیکس‌ها، فناوری و لیست اجرا جدید اصلاح شد.
پس از انجام ۱۱ نمایش در طول تابستان ۲۰۱۷ در آسیا با عنوان بریتنی: زنده در کنسرت، این نمایش در شهرهای مختلف در آمریکای شمالی و اروپا اجرا شد. این تور به ترتیب در رتبه‌های ۸۶ و ۳۰ در نمودار Pollstar Top 100 Tours 2018 در آمریکای شمالی و در سراسر جهان قرار گرفت. این تور، ۵۴٫۳ میلیون دلار درآمد کسب کرد و ۲۶۰٫۵۳۱ بلیط فروخته شده و تبدیل به ششمین تور پرفروش بانوان سال ۲۰۱۸ و دومین تور پرفروش زن انگلستان ۲۰۱۸ شد.
در تاریخ ۵ سپتامبر ۲۰۱۸، این تور در ۴۴مین دوره جایزه برگزیده مردم نامزد بهترین تور کنسرت سال ۲۰۱۸ شد.

## لیست مجموعه
این فهرست مجموعه نمایش در تاریخ ۱۲ ژوئیه است.. در نظر گرفته شود برای نمایش همه نمایش‌ها نیست.
1. "سلیطه کار کن"
2. "زن‌باره"
3. "سر حرف را باز کن" / "تکه‌ای از من"
4. "عزیزم یک بار دیگر…" / "اوه!... باز هم دسته‌گل به آب دادم"
5. "اگر من می‌رقصم" (پخش ویدئو)
6. "من در برابر موسیقی"
7. "باز هم می‌خوام"
8. "بدترکیب" / "نظرت را عوض کن (مودب نباش)"
9. "جیغ و داد" (پخش ویدئو)
10. "پسرها"
11. "می‌خوای بری؟"
12. "Work It" / "Get Ur Freak On" / "WTF (Where They From)" (رقص)
13. "لخت شو (برنامه‌ای دارم)" (پخش ویدئو)
14. "من برده تو هستم" (contains elements of "Walk It Talk It")
15. "مرا بساز…"
16. "فریک‌شو"
17. "کاری کن"
18. "سیرک"
19. "اگر دنبال امی هستی"
20. "تنفس روی من"
21. "مهمانی چرت زدن"
22. "دستانم را لمس کن"
23. "سمی"
24. "قوی‌تر" / "دیوانه(ام کردی)"

از نو
1. "تا دنیا دنیاست"